# Хоган, Бен
Бен Хоган (англ. Ben Hogan; 13 августа 1912 года — 25 июля 1997 года) — американский профессиональный игрок в гольф, считающийся одним из величайших гольфистов в истории. Ровесник двух других величайших игроков в гольф XX века: Сэма Снидуа и Байрона Нельсона — Хоган известен значительным влиянием, которое он оказал на теорию свинга, и легендарным умением наносить сильные удары по мячу.
Девять побед в крупнейших соревнованиях по гольфу ставят его на одну строчку по этому показателю с Гэри Плеером и на четвёртое место в общем зачёте, где впереди оказываются только Джек Никлаус (18 побед), Тайгер Вудс (15 побед) и Уолтер Хейген (11 побед). Он также один из пяти игроков, которым покорились все четыре крупнейших профессиональных турнира: «Мастерс», британский Открытый чемпионат, Открытый чемпионат США по гольфу и Чемпионат PGA — вместе с Никлаусом, Вудсом, Плеером и Джином Саразеном.

## Ранние годы
Уильям Бен Хоган родился в Стивенвилле, штат Техас. Он был третьим и самым младшим ребёнком в семье Честера Хогана и Клары Хоган (урождённой Уильямс). Отец Бена был кузнецом. До 1921 года семья Хоганов проживала в 16 км на юго-запад от Дублина, штат Техас, пока не переехала на север-овосток в Форт-Уэрт. В 1922 году, когда Хогану было девять лет, его отец совершил самоубийство, выстрелив себе в грудь. Некоторые источники утверждают, что Бен был свидетелем этого, что оказало воздействие на его психику и выразилось в интровертности характера.
Смерть отца привела к тому, что семья стала испытывать финансовые трудности, и дети вынуждены были работать, чтобы помогать портнихе-матери сводить концы с концами. Старший сын Ройал бросил школу в 14 лет и начал развозить на велосипеде офисные принадлежности. Девятилетний Бен продавал после уроков в школе газеты на близлежащей железнодорожной станции. В 11 лет он по совету друга устроился кедди в Glen Garden Country Club, имевший поле для гольфа из девяти лунок в 11 км к югу от места жительства Бена. Одним из кедди в том же клубе был Байрон Нельсон, ставший впоследствии противником Хогана в профессиональных чемпионатах. В 15 лет они оба участвовали в декабрьских соревнованиях кедди 1927 года и, после того как Нельсон утопил мяч на последней лунке, закончили поле с равным результатом. Вместо игры до первого поражения на лунке, Нельсон и Хоган снова прошли все девять лунок, и на этот раз Нельсон, снова утопив мяч на последней лунке, тем не менее был впереди на один удар.
Следующей весной Нельсон получил единственное предоставленное место младшего члена клуба. Хоган, которому по правилам клуба не позволялось быть кедди после 16 лет, в августе 1928 года стал играть на полях с ежедневной оплатой — Katy Lake, Worth Hills и Z-Boaz.

## Карьера
В последнем семестре заключительного года обучения Бен Хоган ушёл из Central High School (R.L. Paschal High School), чтобы стать профессиональным игроком и выступить на Открытом чемпионате Техаса в Сан-Антонио. Соревнования проходили в январе 1930 года, более чем за полгода до 18-летия Хогана. В 1932 году он нашёл низкооплачиваемую работу в Клиберне, штат Техас.
Первые годы в качестве профессионального игрока были крайне сложными для Хогана, и он неоднократно оставался без денег. До марта 1940 года он не выиграл ни одного турнира, но затем победил в трёх подряд соревнованиях в Северной Каролине.
Несмотря на 13 место по заработанным за 1938 году деньгам, Хоган был вынужден согласиться на работу ассистента и устроился в Century Country Club в Пурчейзе, штат Нью-Йорк. Затем в 1941 году он получил должность ведущего игрока в Hershey Country Club в Херши, штат Пенсильвания.
С 1938 по 1959 годы Хоган выиграл 63 профессиональных турнира несмотря на паузы, вызванные службой в армии и автомобильной аварией.

## Вторая мировая война
Во время Второй мировой войны Бен Хоган был призван на службу в марте 1943 года. Он служил в звании лейтенанта в Форт-Уэрте, штат Техас до июня 1945 года.

## Столкновение с автобусом
2 февраля 1949 года Хоган с женой в сильном тумане неподалёку от Ван-Хорна, штат Техас, столкнулись на мосту с автобусом. Хоган закрыл жену, сидевшую на пассажирском сиденье, от удара, и тем спас собственную жизнь: рулевая колонка пропорола кресло водителя.
Хоган, которому было 36 лет, получил двойной перелом таза, переломы ключицы и левой лодыжки, повреждение ребра и опасные для жизни тромбы, последствия которых сказывались на кровообращении всю жизнь. Доктора опасались, что он может навсегда потерять способность ходить и участвовать в соревнованиях по гольфу. Хоган был выписан из больницы 1 апреля, через 59 дней после аварии.
Восстановив форму благодаря долгим прогулкам, Хоган вернулся в профессиональный гольф в ноябре 1949 года. Первыми соревнованиями в рамка PGA Tour сезона 1950 года для него стал Los Angeles Open. Основной турнир из 72 лунок он закончил наравне с Сэмом Снидом, но проиграл тому в плей-офф на 18 лунок.

## Хоган в ударе
Победой в Карнусти хоган начал свой победоносный сезон 1953 года. Он выиграл пять из шести турниров, в которых участвовал, в том числе три «мейджора»: Мастерс (гольф), Открытый чемпионат США и Открытый чемпионат Великобритании.
До сих пор эта серия побед остается одной из выдающихся в истории профессионального гольфа. Сорокалетний Хоган не мог участвовать — и, возможно, победить — в Чемпионате PGA и таким образом выиграть «Большой шлем», поскольку сроки проведения турнира: 1—7 июля — пересекались со срокам Открытого чемпионата Великобритании: 6 — 10 июля. Бен Хоган стал первым гольфистом, которому удалось победить в трёх крупнейших турнирах за один сезон. Это достижение смог повторить только Тайгер Вудс в 2000 году, выигравший три последних главных турнира, а затем победивший в первом следующего сезона.
Хоган часто отказывался принимать участие в чемпионате PGA, пропуская всё больше по мере развития карьеры. Для этого было две причины: во-первых, до 1958 года Чемпионат PGA игрался в формате индивидуальных матчей, а Хоган обладал умением находить долговременную стратегию на целый раунд; во-вторых, в Чемпионате PGA необходимо несколько дней проходить по 36 лунок, а после аварии 1949 года Хоган испытывал трудности, если приходилось играть больше 18 лунок в день.

## Свинг Хогана
Широкую известность Бен Хоган получил как мастер свинга — сильного удара по мячу. Имея сравнительно невысокое количество побед в турнирах, он заслуживает свою современную репутацию именно благодаря этому навыку.
Хоган известен тем, что уделял тренировкам больше времени, чем любой из его современников. Иногда говорят, что именно он и изобрёл тренировки. В ответ на это Хоган говорил: «Вы слышали, что тренируясь до упаду, но… Мне это нравится. Я не могу дождаться утра, когда снова ударю по мячу. Когда удар достигает цели, твёрдо и решительно, это удовольствие, которое доступно лишь немногим». Хоган также стал первым игроком, который соотнёс выбор клюшки с расстоянием, на которое летит мяч и местом его падения, чтобы получить лучший контроль удара.
Хоган считал, что свинг у каждого игрока «грязный», и сделать его мастерским можно только большим количеством тренировок. Он также много лет размышлял над различными идеями и методологиями свинга, чтобы в конце концов представить оформившуюся теорию, приведшею к наиболее успешному периоду в карьере.
В молодости Хоган постоянно страдал от хука — ошибочного удара, когда мяч летит, сильно смещаясь в сторону. Хотя его телосложение не было выдающимся: всего 1 м 74 см и 67 кг, за что его прозвали «Bantam» по названию карликовой породы кур — он умел первым ударом отправить мяч далеко вперёд и даже участвовал в соревнованиях на дальность удара.
Считалось, что до 1949 года Хоган на турнирах использовал «сильный» захват, располагая руки на правой части рукоятки клюшки, хотя практиковался со «слабым» захватом и левым запястьем, направленным в сторону цели, что ограничивало успешность удара. По утверждению Якобса, об этом недостатке ему сообщил Байрон Нельсон, который также указал, что Хоган выработал такой захват, чтобы бить также далеко, как и более тяжёлые и высокие соперники. Результатом стали хуки с катастрофическими для игры последствиями.
Впоследствии Хоган нашёл свой собственный удар, направляя мяч ниже, чем обычно и с небольшим смещением слева направо. Такая траектория стала результатом использования свинга типа дро в сочетании с «слабым» захватом. Такая техника практически исключила шанс сделать хук.
На тренировках и турнирах Хоган играл без перчаток. То же самое делал и Мо Норман, который вместе с Хоганом признается одним из величайших мастеров сильного удара. Даже Тайгер Вудс говорил, что желал бы обладать свингом этих гольфистов, поскольку они добились полного контроля над мячом.
В мае 1967 года Том Майкл, редактор книги Кери Мидлкоффа The Golf Swing наблюдал за играми турнира Colonial National Invitational в Форт-Уэрте. 54-летний Хоган закончил его на третьем месте, сделав 281 удар. Из них Майкл насчитал 141 свинг, оценив 139 из них от «хороший» до «превосходный». Из двух оставшихся один промахнулся мимо фервея на 5 ярдов, а второй не долетел до грина примерно на то же расстояние. Трудно было назвать другого игрока, если вообще возможно, показавшего такой результат за четыре дня турнира.

## «Five Lessons» и учебники гольфа

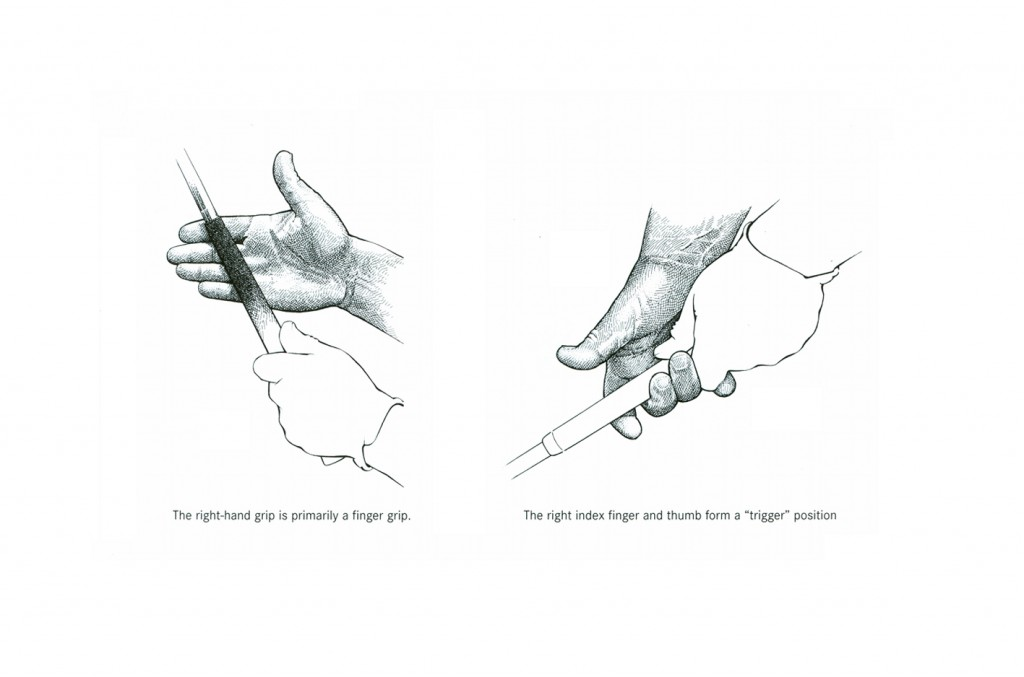
Совершенный захват с точки зрения Бена Хогана

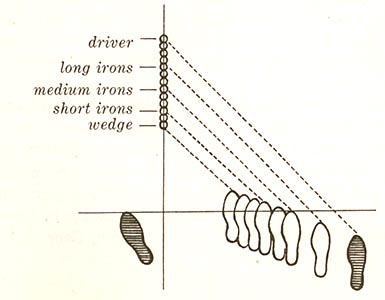
Выбор стойки и позы в зависимости от клюшки

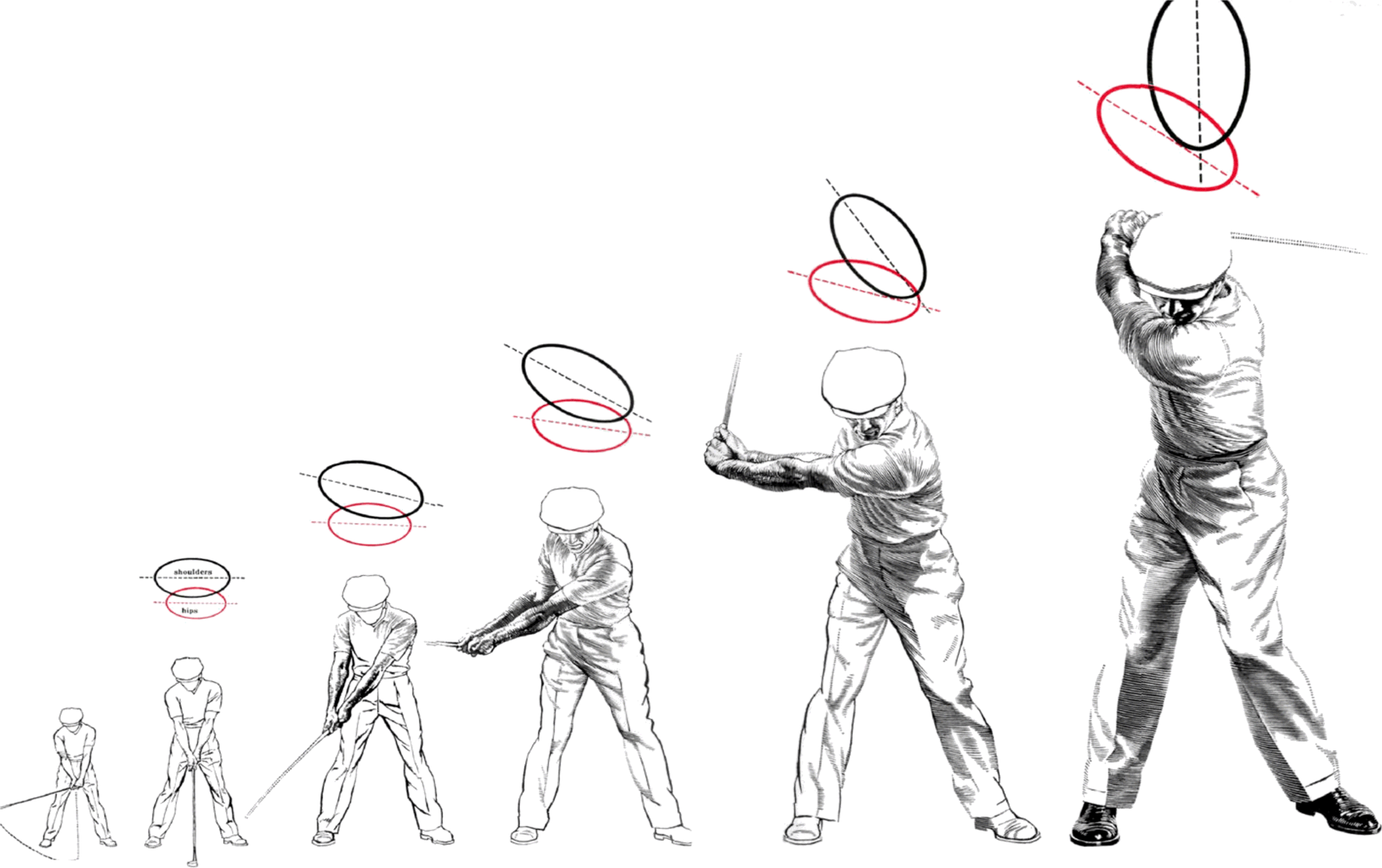
Сравнение угла бёдер и плеч

Бен Хоган придерживался мнения, что хороший, поставленный свинг требует лишь несколько элементов, правильно и вовремя исполненных. Его книга Five Lessons: The Modern Fundamentals of Golf (рус. {{{1}}} «Пять уроков: Современные основы гольфа»), вероятно, является самым читаемым пособием по гольфу, конкурируя за это звание только с книгой Харви Пеника Little Red Book. Принципы, в ней изложенные, часто повторяют современные гуру гольфа. В «Пяти уроках» Хоган делит свинг на четыре части: основы, захват, стойка и поза, удар.

### Основы
Хоган утверждает, что средний гольфист себя недооценивает. Он видит, что начинающие игроки слишком много внимания уделяют долгой игре. Но если иметь точный, мощный свинг, можно бить за 70 ярдов. И любой средний гольфист способен поставить надёжный удар за 80 ярдов. За несколько лет методом проб и ошибок Хоган разработал технику, которая доказала свою эффективность в условиях любых обстоятельств.

### Захват
Хоган пишет: «Хороший гольф начинается с хорошего захвата». Если неправильно держать клюшку, игрок не сможет раскрыть свой потенциал. Захват важен, поскольку единственный физический контакт с мячом осуществляется через клюшку. Плохой захват может привести к сползанию руки снижению скорости головки клюшки. В результате будут потеряны мощь и точность удара. Перекрывающееся расположение рук является лучшей техникой, поскольку заставляет руки действовать в единстве

### Стойка и поза
Правильная стойка позволяет не только задать нужное направление, но и обеспечивает сбалансированный свинг, подготавливает нужные мышцы и даёт максимальную мощь и контроль над мячом. Тело должно располагаться относительно мяча только после того, как относительно него была расположена головка клюшки. Выстраивание стойки начинается от ступней, затем идут колени, бёдра и плечи. Чем длиннее клюшка, тем шире нужно ставить ноги, обеспечивая устойчивость.

### Удар
Отведение клюшки
Хоган рекомендует предварительно имитировать удар, поскольку это помогает расслабить мышцы, а рукам запомнить движение в первой части замаха. Замах должен быть круче, чем движение вниз, а в высшей точке замаха спина должна смотреть в сторону цели.
Движение вниз
Во второй части удара, движении вниз, Хоган отдает преимущество в движении бёдрам, которые первыми начинают поворачиваться. Он сравнивает гольфиста с бейсболистом, находя общую технику выполнения удара по мячу и броска. Руки движутся изнутри наружу. Головка клюшки достигает максимальной скорости не в момент касания мяча, а сразу после, когда обе руки полностью выпрямляются.
Первое издание «Пяти уроков» вышло по частям в пяти выпусках журнала Sports Illustrated начиная с 11 марта 1957 года. В конце года учебник появился в виде отдельной книги, а к настоящему моменту он переиздан 64 раза и до сих пор остается одним из самых продаваемых пособий по гольфу. Соавтором учебника выступил Герберт Уоррен Уинд, иллюстрации выполнил Энтони Равиелли.

## Личная жизнь
В середине 1920-х годов Бен Хоган встретил в воскресной школе Форт-Уэрта Вэлери Фокс. После нескольких лет, в 1932 году они встретились снова, когда Хоган нашёл работу в Клиберне, где жила семья Фокс. В апреле 1935 года пара поженилась в доме отца Вэлери.
На протяжении всей спортивной карьеры жена Хогана поддерживала его своей верой в успех и способность справиться с хуками, преследовавшими Хогана в начале карьеры.
Бен Хоган скончался 25 июля 1997 года в Форт-Уэрте, штат Техас, и был похоронен в Greenwood Memorial Park. Вэлери Хоган пережила мужа на два года.

## Ben Hogan Golf Company
После самого успешного сезона в карьере, осенью 1953 года, Бен Хоган открыл компанию по производству клюшек для гольфа. Она расположилась в Форт-Уэрте. Первые партии клюшек появились в продаже летом 1954 года. Их целевыми потребителями были игроки уровнем выше среднего. Будучи перфекционистом Хоган приказал уничтожить всю первую партию клюшек, посчитав их несоответствующими его представлениям о качестве.
В 1960 году фирма была продана крупной компании American Machine and Foundry, однако Хоган сохранил пост председателя совета директоров на несколько следующих лет. Клюшки AMF Ben Hogan продавались с 1960 по 1985 годы, пока компанию не купил Minstar, чтобы затем в 1988 году продать Cosmo World. Новый владелец держал компанию до 1992 года, а затем продал независимому инвестору Биллу Гудвину.
Гудвин перевёл компанию из Форт-Уэрта в Виргинию, чтобы консолидировать все операции AMF. В 1997 году Гудвин продал компанию Spalding, а продажи остатков продукции завершил в 1998. Spalding возвратила производство в Форт-Уэрт, но в конце концов выставила на продажу в рамках прооцедуры банкротства отделения Topflite. Компанию приобрела Callaway в 2004 году. В настоящее время Callaway принадлежат права на бренд «Ben Hogan». В 2008 году после 50 лет существования линия продукции «Ben Hogan» была снята с производства.

## Достижения
- Бен Хоган дважды играл за команду США в Кубке Райдера: в 1947 и 1951 годах. Трижды: в 1947, 1949 и 1967 он был капитаном, в последний год сказав ставшую знаменитой фразу, что он привёз на соревнования «двенадцать лучших гольфистов мира». (Эта же фраза была повторена Рэймондом Флойдом в 1989 году.)
- Бен Хоган выигрывал Приз Вардона за самое низкое среднее число ударов за сезон трижды: в 1940, 1941 и 1948 годах. В 1953 году Хоган получил Пояс Хикока как лучший профессиональный спортсмен Соединённых Штатов.
- Премия Бена Хогана ежегодно вручается Американской ассоциацией писателей о гольфе спортсмену, продолжающему выступления несмотря на физические ограничения или серьёзное заболевание. Первым обладателем премии стал Бейб Закариас.
- Бен Хоган включён в Зал славы мирового гольфа в 1974 году.
- В 1976 году Бен Хоган стал обладателем Премии Боба Джонса, высшей награды Американской ассоциации гольфа, в признание спортивных достижений в гольфе.
- Специальный зал, посвящённый карьере Бена Хогана, его возвращению в спорт после аварии и достижениям открыт в Музее гольфа в Фар-Хиллс, штат Нью-Джерси.
- В 1999 году Бен Хоган занял 38 строчку в списке ESPN's SportsCentury 50 Greatest Athletes of the 20th Century.
- В 2000 году Бен Хоган назван вторым величайшим игроком всех времен журналом Golf Digest. Первое место занял Джек Никлаус, а третье Сэм Снид[10].
- В 2009 году Бен Хоган занял четвёртую строчку в списке величайших игроков, составленном журналом Golf Magazine. Первым снова был Джек Никлаус, второе место занял Тайгер Вудс, а на третье попал Бобби Джонс[11].
- Бен Хоган принимал участие в строительстве первого поля Trophy Club Country Club Golfcourse в Трофи-Клаб, штат Техас. 9 из 18 лунок поля названы в честь него.

### Спортивные достижения
| Турнир                 | Побед | 2 место | 3 место | Топ-5 | Топ-10 | Топ-25 | Всего | В зачёте |
| ---------------------- | ----- | ------- | ------- | ----- | ------ | ------ | ----- | -------- |
| Мастерс                | 2     | 4       | 0       | 9     | 17     | 21     | 25    | 24       |
| Открытый чемпионат США | 4     | 2       | 2       | 10    | 15     | 17     | 22    | 19       |
| Открытый чемпионат     | 1     | 0       | 0       | 1     | 1      | 1      | 1     | 1        |
| Чемпионат PGA          | 2     | 0       | 0       | 5     | 7      | 8      | 10    | 9        |
| Всего                  | 9     | 6       | 2       | 25    | 40     | 47     | 58    | 53       |

- Непрерывная серия в зачёте — 35 (Мастерс 1939 года — Открытый чемпионат США 1956 года)
- Непрерывная серия в Топ-10 — 18 (Мастерс 1948 года — Открытый чемпионат США 1956 года)